# W (série de televisão)
W (hangul: 더블유; rr: Deobeuryu) é uma série de televisão sul-coreana exibida pela MBC de 20 de julho a 14 de setembro de 2016, estrelada por Lee Jong-suk e Han Hyo-joo.

## Enredo
É possível viver no mesmo lugar, no mesmo período de tempo, mas em uma dimensão completamente diferente? Oh Yeon Joo (Han Hyo-Joo) é uma residente de cirurgia cardiotorácica do segundo ano. Seu pai, um famoso artista dos quadrinhos, desaparece subitamente um dia e, logo depois, a própria Yeon Joo é sequestrada por um homem estranho, coberto de sangue, e levada para outra dimensão. Kang Chul (Lee Jong Suk) é um medalhista de ouro olímpico em tiro esportivo e um empreendedor milionário. Como será que seu mundo se interligará com a outra dimensão de Yeon Joo? Será Kang Chul a única pessoa que poderá ajudar Yeon Joo a escapar do universo paralelo? “W” é uma série dramática sul-coreana dirigida por Jung Dae Yoon e lançada em 2016.

## Exibição
Foi exibida originalmente de 20 de Julho à 14 de Setembro de 2016.
No Brasil foi exibida pela RedeTV! de 27 de novembro a 29 de dezembro de 2023, substituindo A Lenda: Um Luxo de Sonhar na faixa intitulada Sessão Dorama.
Posteriormente também foi exibida pelo canal pago TNT Novelas de 08 à 26 de Abril de 2024 em 16 capítulos.
Também em 2024 é exibido na PlayTv, pela TV paga e Parabólica. as segundas, quartas e sextas, nas terça e quintas e aos domingos reprises. 

## Elenco

### Elenco principal
- Lee Jong-suk como Kang Cheol (강 철)
- Han Hyo-joo como Oh Yeon-joo
  - Park Min-ha como Oh Yeon-joo (criança)
  - Hyun Seung-min como Oh Yeon-joo (jovem)

### Elenco de apoio
- Jung Yoo-jin como Yoon So-hui
- Lee Tae-hwan como Seo Do-yoon
- Park Won-sang como Han Cheol-ho
- Cha Kwang-soo como Son Hyun-seok
- Kim Ik-tae como pessoal médico
- Kim Eui-sung como Oh Seong-mo
- Lee Si-eon como Park Soo-bong – discípulo de Seong-mo
- Nam Gi-ae como Gil Soo-seon
- Heo Jeong-do como Park Min-soo
- Kang Ki-young como Kang Seok-beom
- Lee Se-rang como Gil Soo-young
- Ryu Hye-rin como Seon-mi – discípulo de Sung-moo
- Yang Hye-ji como Yoon-hee – discípulo de Sung-moo
- Noh Haeng-ha como Kim Yoo-ri
- Ri Min como líder da equipe Park

## Trilha sonora
1. Where Are U (내가 너에게 가던 네가 나에게 오던) - Jung Joon-young
2. Please Say Something, Even Though It Is a Lie (거짓말이라도 해줘요) - Park Bo-ram
3. In the Illusion (환상 속의 그대) - Basick e inkii
4. Remember (기억) - KCM
5. Falling - Jo Hyun-ah do grupo Urban Zakapa
6. My Heart (내 맘) - Jeon Woo-sung da boy band Noel
7. You And Me (그대와 나) - 	Ahn Hyeon-Jeong
8. Draw a Love (사랑을 그려요) - Navi
9. Without You (니가 없는 난) - N do boy band VIXX e Yeoeun do girl group Melody Day

## Classificações
Na tabela abaixo, os números azuis representam as mais baixas classificações e os números vermelhos representam as classificações mais elevadas.
| Episódio | Data de transmissão original | Audiência média    | Audiência média              | Audiência média | Audiência média              |
| Episódio | Data de transmissão original | Classificação TNmS | Classificação TNmS           | AGB Nielsen     | AGB Nielsen                  |
| Episódio | Data de transmissão original | Em todo o país     | Região Metropolitana de Seul | Em todo o país  | Região Metropolitana de Seul |
| -------- | ---------------------------- | ------------------ | ---------------------------- | --------------- | ---------------------------- |
| 1        | 20 de julho de 2016          | 9.9%               | 11.3%                        | 8.6%            | 10.4%                        |
| 2        | 21 de julho de 2016          | 10.1%              | 11.5%                        | 9.5%            | 10.7%                        |
| 3        | 27 de julho de 2016          | 11.6%              | 13.7%                        | 12.9%           | 15.0%                        |
| 4        | 28 de julho de 2016          | 13.4%              | 14.7%                        | 12.9%           | 14.3%                        |
| 5        | 3 de agosto de 2016          | 15.1%              | 17.8%                        | 13.5%           | 14.3%                        |
| 6        | 4 de agosto de 2016          | 14.2%              | 15.9%                        | 12.2%           | 12.2%                        |
| 7        | 10 de agosto de 2016         | 15.2%              | 17.3%                        | 13.8%           | 14.7%                        |
| 8        | 17 de agosto de 2016         | 13.5%              | 15.0%                        | 12.2%           | 13.3%                        |
| 9        | 18 de agosto de 2016         | 12.7%              | 14.7%                        | 11.3%           | 12.5%                        |
| 10       | 24 de agosto de 2016         | 13.9%              | 15.3%                        | 12.3%           | 13.7%                        |
| 11       | 25 de agosto de 2016         | 14.6%              | 15.8%                        | 12.2%           | 12.8%                        |
| 12       | 31 de agosto de 2016         | 13.3%              | 15.1%                        | 11.1%           | 12.0%                        |
| 13       | 1 de setembro de 2016        | 12.9%              | 15.0%                        | 11.9%           | 13.2%                        |
| 14       | 7 de setembro de 2016        | 13.1%              | 15.3%                        | 10.9%           | 11.8%                        |
| 15       | 8 de setembro de 2016        | 11.8%              | 14.1%                        | 11.4%           | 12.3%                        |
| 16       | 14 de setembro de 2016       | 10.6%              | 10.9%                        | 9.3%            | 9.8%                         |
| Média    | Média                        | 12.87%             | 14.59%                       | 11.63%          | 12.69%                       |

## Observação
- Episódio 8 não foi exibido em 11 de agosto, devido à transmissão dos Jogos Olímpicos de Verão de 2016 no Rio de Janeiro, Brasil. Este episódio está programado para ser exibido no dia 17 de agosto de 2016.